# 德米特里夫卡 (盧甘斯克州)
48°55′34″N 39°9′9″E / 48.92611°N 39.15250°E
德米特里夫卡（烏克蘭語：Дмитрівка）是位於烏克蘭東部的村莊，由盧甘斯克州夏斯季耶区的新艾達爾市鎮負責管轄。該村始建於1959年，面積6.57平方公里，海拔高度58米，2001年人口1,372，人口密度每平方公里209.3人。